# Järska
Järska (norska: jærsk) är en dialekt av norska som talas i Jæren i Norge. Det hör till de sydvästliga norska dialekterna och talas huvudsakligen av boende i Klepp, Time, Hå, Bjerkreim och Gjesdal.
Järska kan delas upp i ett nordligt och ett sydligt område. Den största skillnaden är pronomenet "oss", som norr om Håälven är "osse", medan det söder därom är "okke".
Skorrande -r er ett kännetecken för järska. "Jag" heter på järska æg.
Arne Garborg skapade ett förslag på riksnorskt språk med starkt inslag av järska.

## Kända utövare av dialekten
Kaizers Orchestra är ett järskt rockband som använder sig av järska när de sjunger. Den 11 december 2007 mottog de Rogaland fylkeskommuns Bragdpris 2007. I motivationen heter det: "Kaizers Orchestra har opparbeidet seg et renommé som et av Norges beste konsertband. De er kjent både nasjonalt og internasjonalt, og har markedsført Rogaland og jærdialekten på en god måte."
Norges mest kända fotbollsspelare Erling Braut Haaland kommer från Bryne i Time kommun och talar järska.